# Сан-Сальвадор
Сан-Сальвадо́р (ісп. San Salvador, у перекладі «Святий Спаситель») — столиця й найбільше місто Сальвадору. 

## Географія
Місто розташоване у південно-західній частині країни, у долині річці Амакас, біля підніжжя вулкану Сан-Сальвадор (Кетцальтепек). Максимальна висота над рівнем моря — 683 метри. 

## Історія
Місто було засновано іспанцями в 1525 році за наказом Педро де Альварадо, на місці міста народу піпіль — Кускатан, 1528 року Сан-Сальвадор перенесений приблизно на 40 км південно-західніше, у 1539 році біля нього почалося будівництво нового міста, місце розташування якого збігається з сучасним. Офіційний статус міста отримав 1546 року. Сан-Сальвадор неодноразово руйнувався землетрусами (1575, 1581, 1798, 1854, 1873, 1917, 1965 і 1986 року). Тільки внаслідок землетрусу 1986 року загинуло півтори тисячі осіб, 10 тисяч було поранено і 100 тисяч залишилися без даху над головою. 1934 року також сильно постраждав від повені.
Від XVI і до початку XIX століття Сан-Сальвадор був адміністративним центром території Сальвадор у генерал-капітанстві Гватемала, у 1834—1839 роках — столиця федерації Сполучених провінцій Центральної Америки, з 1841 року — столиця Республіки Сальвадор.

## Опис
Населення столиці — близько 2 200 тис. жителів (із передмістями). 
Сан-Сальвадор є торговельним, промисловим і транспортним центром країни. Недалеко від столиці проходить Панамериканське шосе. Поруч із містом розташований міжнародний аеропорт Ілопанго.
У місті виготовляють алкогольні напої, будматеріали, мило, тютюнові вироби, вироби зі шкіри. Розвинена текстильна, харчосмакова, металообробна, шкіряно-взуттєва, деревообробна та інші галузі промисловості.
Велика кількість вищих навчальних закладів робить Сан-Сальвадор інтелектуальним і культурним центром країни. Тут перебувають Сальвадорська академія, Академія історії, університет ім. доктора Хосе Матиаса Дельгадо, Центральноамериканський університет ім. Хосе Симона Санаса й університет Сальвадору. Тут також перебуває Національна бібліотека й Національний архів. Національний музей ім. Дейвида Дж. Гузмана. У Національному зоопарку й ботанічному саду знаходиться велика кількість представників флори і фауни Америки.

## Клімат
Клімат Сан-Сальвадора саванного типу (Aw згідно з класифікацією кліматів Кеппена) і має два основних сезони — сезон дощів і сухий сезон. У Сан-Сальвадорі тепла погода цілий рік, середньодобова температура близько 23 °C.  Найспекотніші місяці року — квітень і травень, під час переходу від сухого сезону (жовтень-квітень) до сезону дощів (травень-вересень). У квітні й травні температура може досягати 32 °C. Найвище значення за всю історію спостережень було 40,6 °C, найнижче 7,2 °C. Середньорічна норма опадів — 1776 мм, кількість днів з опадами — 123, кількість сонячних годин за рік — 2957. Під час сезону дощів майже щодня — грози (здебільшого у другій половині дня).
| Клімат Сан-Сальвадор                                 | Клімат Сан-Сальвадор | Клімат Сан-Сальвадор | Клімат Сан-Сальвадор | Клімат Сан-Сальвадор | Клімат Сан-Сальвадор | Клімат Сан-Сальвадор | Клімат Сан-Сальвадор | Клімат Сан-Сальвадор | Клімат Сан-Сальвадор | Клімат Сан-Сальвадор | Клімат Сан-Сальвадор | Клімат Сан-Сальвадор | Клімат Сан-Сальвадор |
| Показник                                             | Січ.                 | Лют.                 | Бер.                 | Квіт.                | Трав.                | Черв.                | Лип.                 | Серп.                | Вер.                 | Жовт.                | Лист.                | Груд.                | Рік                  |
| Абсолютний максимум, °C                              | 38,3                 | 39,4                 | 40,6                 | 40,0                 | 39,4                 | 36,7                 | 36,7                 | 36,7                 | 37,2                 | 38,3                 | 38,9                 | 38,3                 | 40,6                 |
| Середній максимум, °C                                | 30,3                 | 30,1                 | 32,0                 | 32,2                 | 30,8                 | 29,5                 | 30,1                 | 30,0                 | 29,0                 | 29,1                 | 29,0                 | 29,6                 | 32,2                 |
| Середня температура, °C                              | 22,2                 | 22,8                 | 23,8                 | 24,5                 | 24,2                 | 23,3                 | 23,3                 | 23,2                 | 22,8                 | 22,8                 | 22,4                 | 22,0                 | 23,1                 |
| Середній мінімум, °C                                 | 16,3                 | 16,8                 | 17,7                 | 19,0                 | 20,0                 | 19,6                 | 19,1                 | 19,3                 | 19,4                 | 19,0                 | 17,9                 | 16,9                 | 15,1                 |
| Абсолютний мінімум, °C                               | 7,2                  | 9,4                  | 7,2                  | 12,2                 | 14,4                 | 13,3                 | 14,4                 | 15,6                 | 11,7                 | 12,2                 | 9,4                  | 8,3                  | 7,2                  |
| Середня кількість сонячних годин на місяць           | 301                  | 277                  | 294                  | 243                  | 220                  | 174                  | 239                  | 257                  | 180                  | 211                  | 267                  | 294                  | 2957                 |
| Норма опадів, мм                                     | 5                    | 3                    | 8                    | 60                   | 190                  | 322                  | 304                  | 297                  | 325                  | 220                  | 35                   | 7                    | 1734                 |
| Днів з опадами                                       | 1                    | 1                    | 1                    | 5                    | 13                   | 20                   | 20                   | 20                   | 20                   | 16                   | 4                    | 2                    | 123                  |
| ---------------------------------------------------- | -------------------- | -------------------- | -------------------- | -------------------- | -------------------- | -------------------- | -------------------- | -------------------- | -------------------- | -------------------- | -------------------- | -------------------- | -------------------- |
| Джерело: Climatological Information for San Salvador |                      |                      |                      |                      |                      |                      |                      |                      |                      |                      |                      |                      |                      |

## Галерея

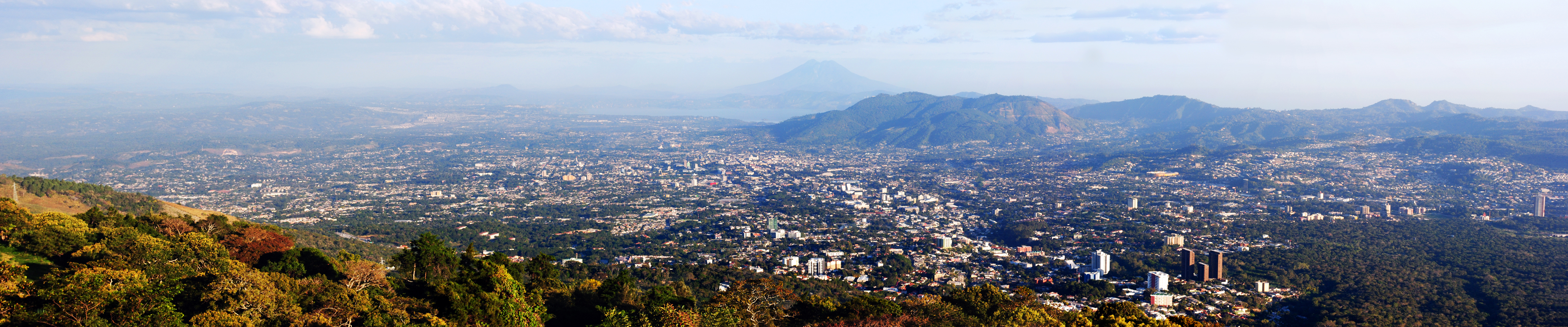
Панорама міста Сан-Сальвадор з вулкану Сан-Сальвадор

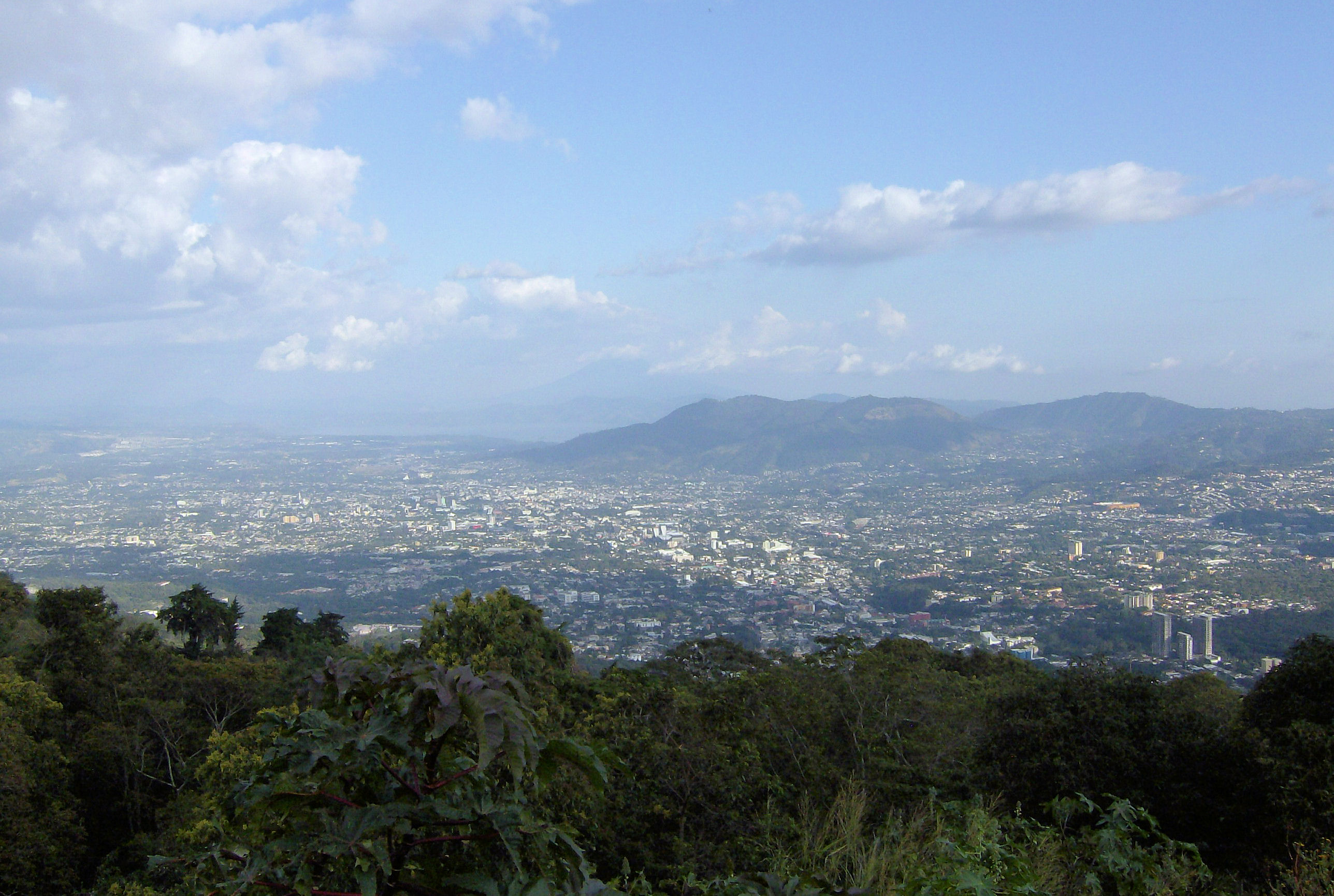
Агломерація міста, з вулкану Кетцальтепек
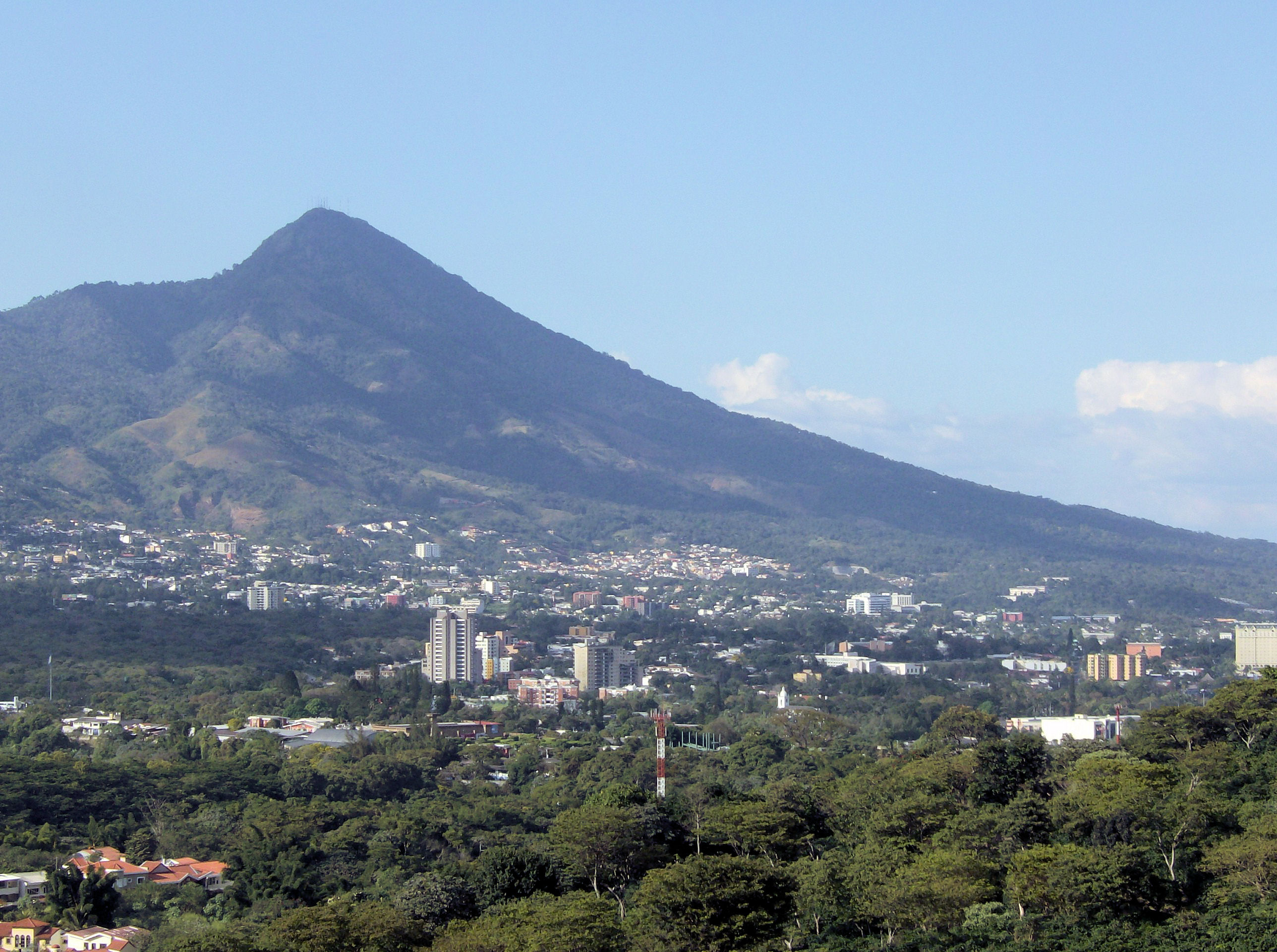
Північно-західна частина міста
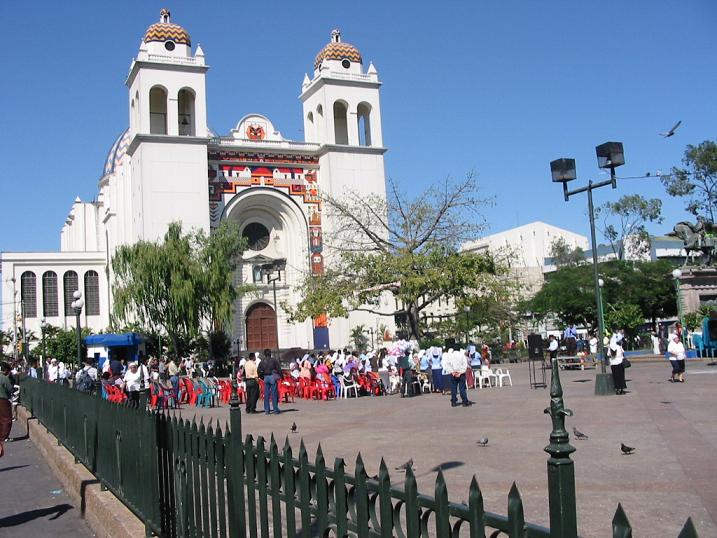
Новий міський собор
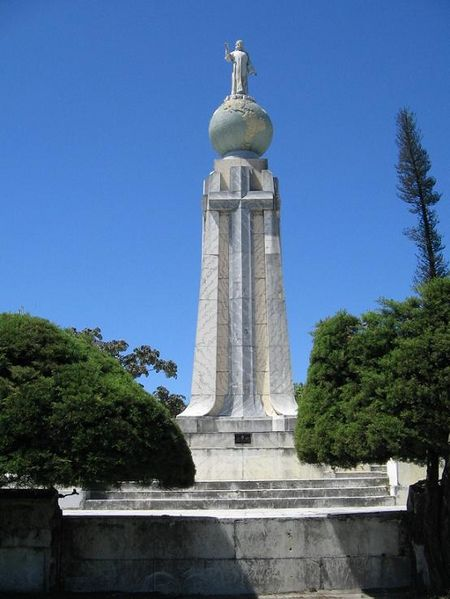
Монумент Спасителю світу
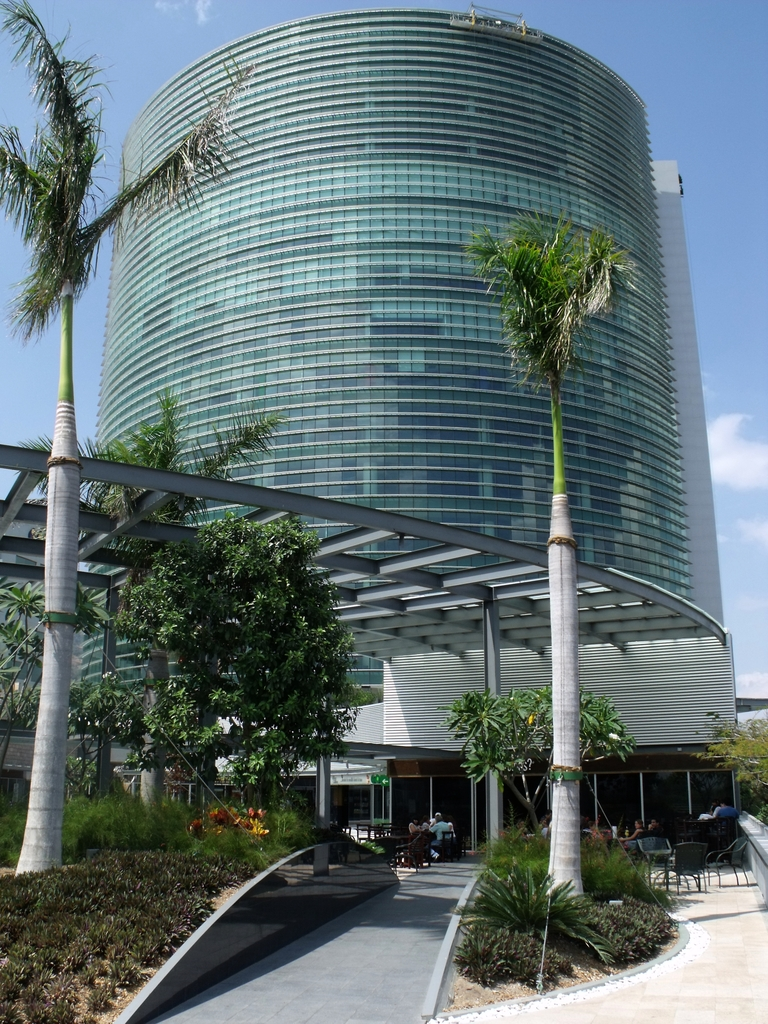
Всесвітній торговий центр
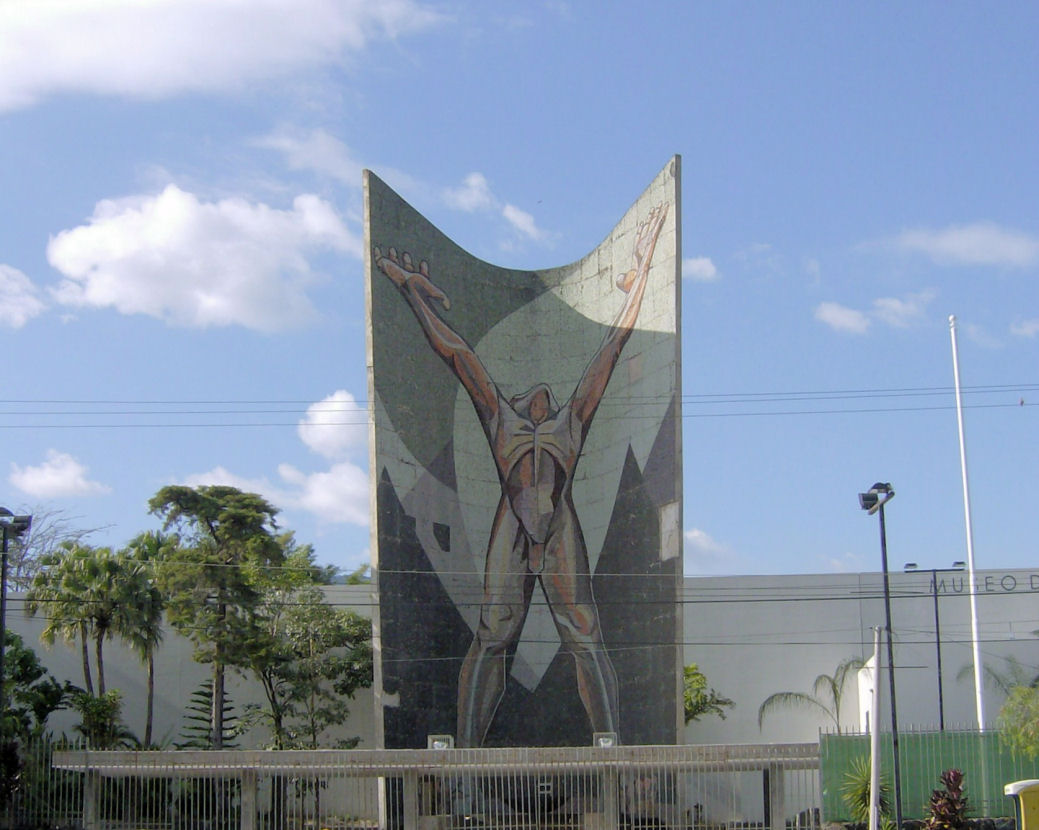
Пам'ятник революції
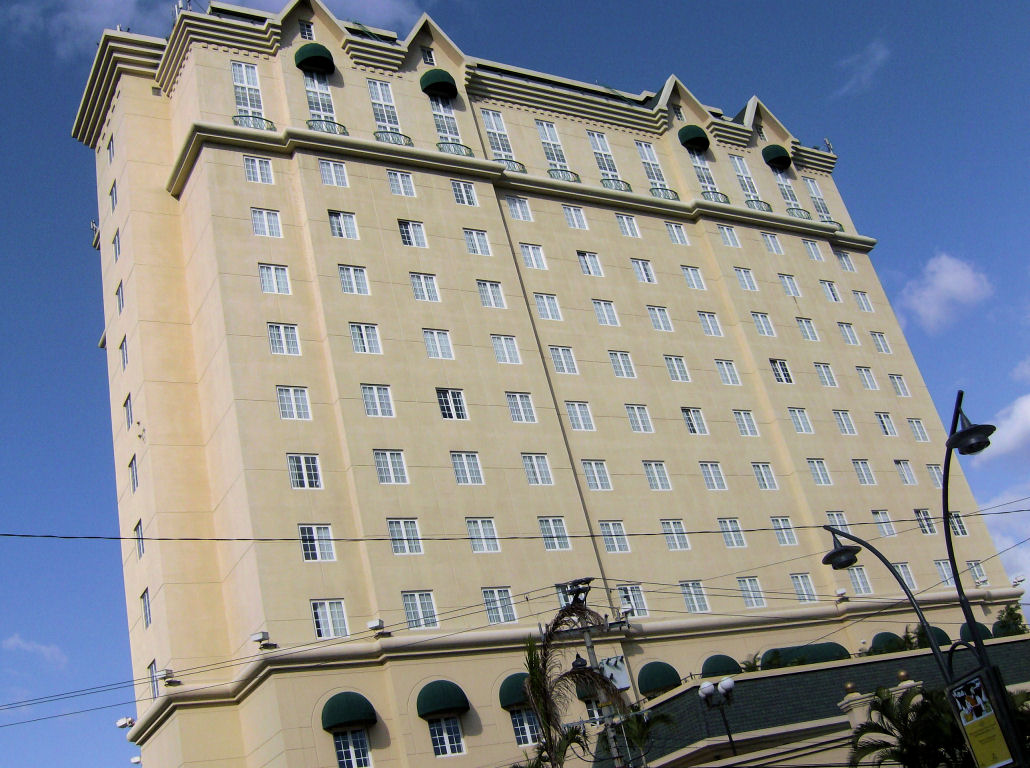
Готель Hilton
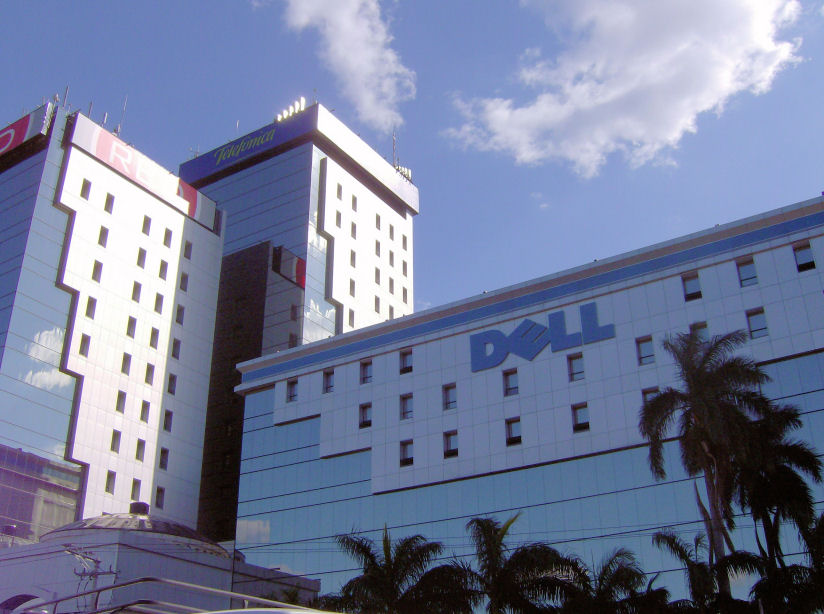
Офісні будівлі
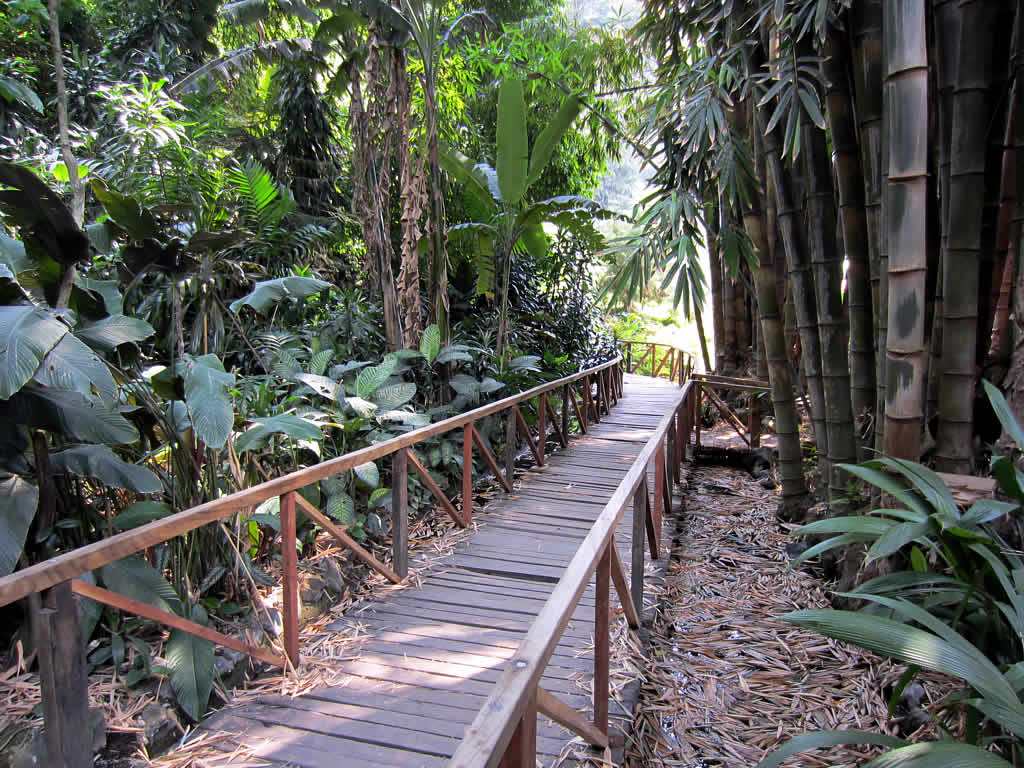
У ботанічному саду